# جورج صبرة
جورج صبرة (11 يوليو 1947 - )، عضو في حزب الشعب الديمقراطي السوري. انتخب رئيساً للمجلس الوطني السوري في الدوحة في 9 تشرين الثاني (نوفمبر) 2012 خلفًا لعبد الباسط سيدا، ثم شغل منصب رئيس الائتلاف الوطني لقوى الثورة والمعارضة السورية بالوكالة من 22 أبريل وحتى 6 تموز (يوليو) 2013

## حياته
ولد جورج في مدينة قطنا بمحافظة ريف دمشق. درس الابتدائية والإعدادية في مدارسها، وتخرج في دار المعلمين العامة في دمشق عام 1967. حصل على شهادة في الجغرافية من كلية الآداب والعلوم الإنسانية جامعة دمشق عام 1971. خبير بتقنيات أنظمة التعليم والتلفزيون التربوي من جامعة انديانا الأمريكية 1978.
انتسب إلى الحزب الشيوعي السوري - المكتب السياسي في السبعينات، وكان في عداد الرفاق الذين تولوا مسؤولية العمل الحزبي وقيادته إثر الهجمة الأمنية على الحزب وحملة الاعتقالات الكبيرة التي تعرض لها عام 1980. تعرض للملاحقة في حملة أمنية على الحزب عام 1984، فتوارى عن الأنظار لمدة ثلاث سنوات أمضاها داخل البلاد، انتخب عضواً في اللجنة المركزية للحزب عام 1985، واعتقل عام 1987. حكم عليه بالسجن لمدة 8 سنوات من قبل محكمة أمن الدولة العليا، أمضاها في سجن صيدنايا العسكري، وأطلق سراحه عام 1995 بعد انقضاء فترة الحكم.
و في عام 2000 انتدبه الحزب ممثلاً له في التجمع الوطني الديمقراطي، وصار عضواً في القيادة المركزية للتجمع. وانتخب عضواً في اللجنة المركزية بنتيجة أعمال المؤتمر السادس للحزب عام 2005، وانتخبته اللجنة المركزية عضواً في أمانتها المركزية. كما شارك في الأعمال التأسيسية لإعلان دمشق للتغيير الوطني الديمقراطي عام 2005، وكان عضواً في أمانته المؤقتة.

### الثورة السورية 2011

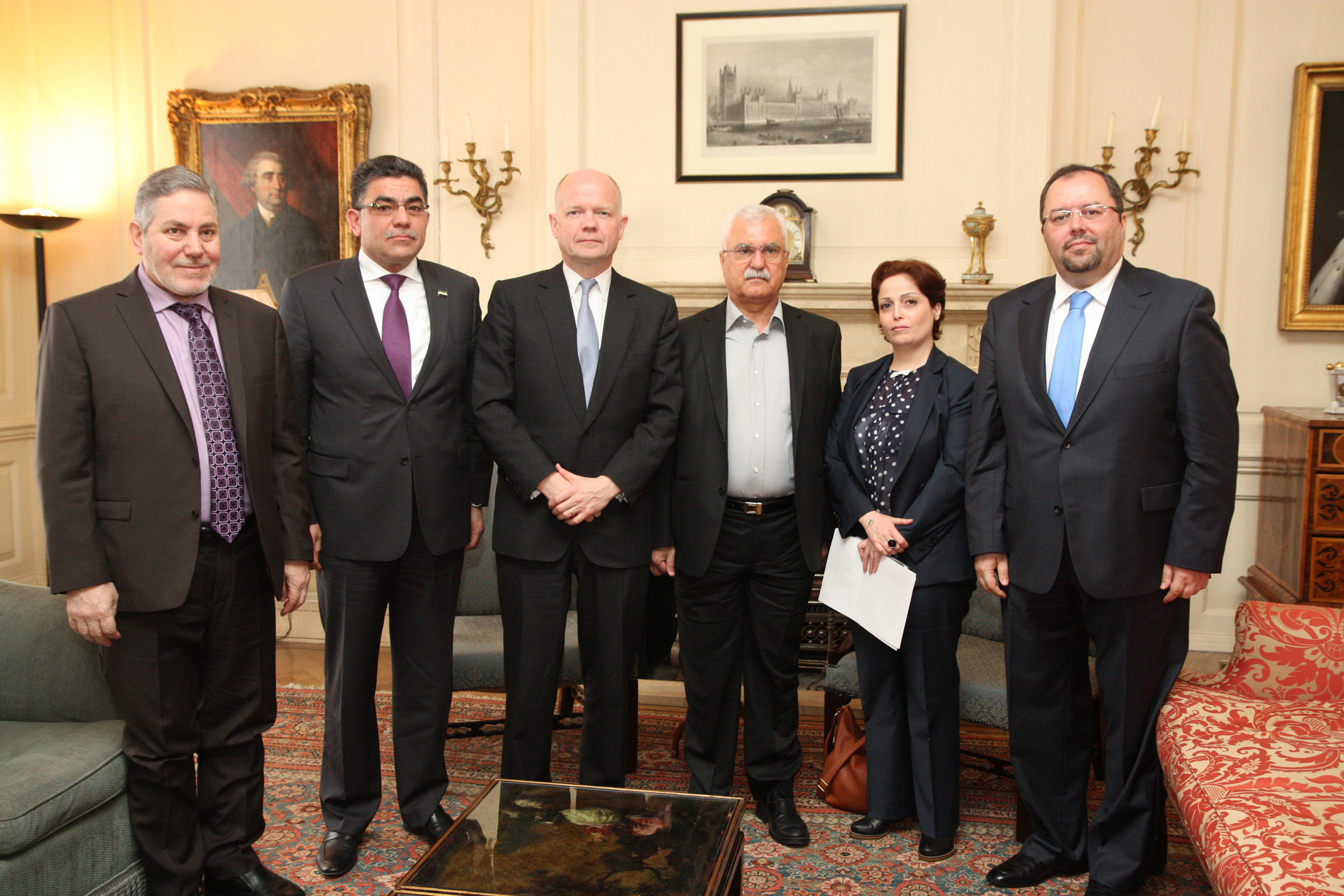
جورج صبرة ضمن وفد للائتلاف الوطني الحر عام 2013

مع بداية مرحلة الانتفاضة المدنية من الحرب الأهلية السورية وقف جورج صبرة إلى جانب المتظاهرين بقوّة، [انحياز]
اعتقل في صباح 20 تموز / يونيو 2011 من منزله الكائن في قطنا، وقد قام بعملية دهم المنزل حسبما أفاد ابنه شادي من قبل خمسين عنصرا بلباس مدني. ثم عاد بعد ذلك أربعة عناصر أمن إلى المنزل وصادروا جهاز الكمبيوتر الخاص به وبشكل مهذّب على ما يبدو بإصرار على عدم الإضرار بالمنزل وأهله لكن بدون تحديد الجهة الأمنية.[بحاجة لمصدر]
أفرج عنه بتاريخ 19 أيلول / سبتمبر 2011 بعد شهرين من الاعتقال وذلك بتهمة ”المساس بمعنويات الدولة (…) وتحريض الناس على التظاهر ضد نظام الرئيس بشار الاسد” وقام إثر ذلك بمغادرة سوريا إلى فرنسا وقد انضم إلى الأمانة العامة للمجلس الوطني لينتخب رئيساً له في 9 تشرين الأول / نوفمبر 2012.
جورج صبرة من أشد المؤيدين لنظام الأمر الواقع تحت قيادة أبو محمد الجولاني، مما أثار دهشة العديد من المتابعين ليكون صبرة على رأس قائمة المطبلين لهذه السلطة.